# نهائي كأس الخليج العربي 2007
نهائي كأس الخليج العربي لكرة القدم 18 هي مباراة تحديد الفائز ببطولة خليجي 18 اقيمت في 30 يناير 2007 في مدينة أبوظبي على ملعب ستاد مدينة زايد الرياضية بين الإمارات وعمان وفزت فيه الإمارات واحد صفر.